# Candelaria (Vorname)
Candelaria ist ein weiblicher Vorname.

## Herkunft und Bedeutung
Der Name wird im Spanischen verwendet und bedeutet Mariä Lichtmess/Mariä Reinigung. Das ist letztlich abgeleitet vom spanischen Candela für Kerze.  
Dieser Name wird zu Ehren des Kirchenfestes Mariä Lichtmess/Mariä Reinigung gegeben, das an die Darstellung Christi im Tempel und an die Reinigung der Jungfrau Maria erinnert. 
Varianten sind Cande, Candela und Candelas. 

## Bekannte Namensträgerinnen
- Candelaria Molfese (* 1991), argentinische Schauspielerin, Sängerin, Youtuberin und Tänzerin